# Air Japan
Air Japan (jap. 株式会社エアージャパン Kabushiki-gaisha Ea Japan) – japońskie linie lotnicze z siedzibą w Naricie. Założone w 1990 jako przewoźnik czarterowy i do 2001 działały pod nazwą World Air Network. Głównym hubem jest port lotniczy Tokio-Narita.
W 2010 holding All Nippon Airways został właścicielem przewoźnika, przeprowadzając w lutym 2024 jego rebranding. Air Japan otrzymało nowe logo oraz zostało przekształcone w tanią linię lotniczą dedykowaną do międzynarodowych lotów średniodystansowych.
Obecnie (według stanu na październik 2024) przewoźnik obsługuje loty na 3 regularnych trasach, łącząc Tokio z Bangkokiem, Seulem i Singapurem.

## Flota
Według stanu na październik 2024 Air Japan dysponowało flotą składającą się z 2 samolotów:
| Samolot      | Samolot | Samolot   | Liczba miejsc | Uwagi             |
| Model        | Aktywne | Zamówione | Liczba miejsc | Uwagi             |
| ------------ | ------- | --------- | ------------- | ----------------- |
| Boeing 787-8 | 2       | 4         | 324           | W leasingu od ANA |
| Łącznie      | 2       | 4         |               |                   |